# Tutti insieme appassionatamente
Tutti insieme appassionatamente (The Sound of Music) è un film del 1965 prodotto e diretto da Robert Wise.
Basato sulla celebre commedia musicale teatrale The Sound of Music di Rodgers e Hammerstein, a sua volta ispirata a La famiglia Trapp (The Story of the Trapp Family Singers), romanzo autobiografico di Maria Augusta von Trapp. Nel 1956 la storia era già stata portata sullo schermo dal film tedesco Die Trapp-Familie diretto da Wolfgang Liebeneiner.
Il film ha avuto un grande successo, dovuto non solo alla presenza della neo diva Julie Andrews, ma anche alle musiche di Richard Rodgers, tra cui figura la famosissima My Favorite Things e rimane a tutt'oggi al sesto posto della classifica dei film più visti al cinema di tutti i tempi. Tra i vari brani si ricordano Quindici anni, quasi sedici, Edelweiss, Le cose che piacciono a me, Il suono della musica e due classici per l'infanzia come Do-Re-Mi e Il pastore che pascolava.
Tutti insieme appassionatamente è stato candidato a 10 Oscar, vincendone 5: miglior film, miglior regia, miglior colonna sonora, miglior montaggio e miglior sonoro. La colonna sonora ha raggiunto la prima posizione nella Billboard 200 per due settimane, nella UK Albums Chart per 70 settimane ed in Norvegia per 20 settimane. Nel 1998 l'American Film Institute l'ha inserito al cinquantacinquesimo posto della classifica dei migliori cento film statunitensi di tutti i tempi, mentre dieci anni dopo, nella lista aggiornata, è salito al quarantesimo posto.

## Trama
Salisburgo, Austria, 1938. Maria è un'orfana da poco entrata in convento come novizia; le altre consorelle, però, hanno seri dubbi sulla reale vocazione della ragazza, che ama cantare e ballare ed è spesso indisciplinata. Per metterla alla prova, la madre superiora decide di mandarla come istitutrice per i sette figli del comandante dell'ex Marina imperiale austriaca, Georg Ritter von Trapp, vedovo da alcuni anni. I sette bambini (Liesl, Friedrich, Louisa, Kurt, Brigitta, Marta e Gretl) dimostrano inizialmente la loro ostilità nei confronti della nuova istitutrice, la dodicesima ai servizi della famiglia, ma dopo una serata in cui si rifugiano nella camera di Maria perché impauriti da un temporale, i loro sentimenti per la novizia cambiano radicalmente.
Quella sera stessa il comandante riceve un telegramma che lo invita a trascorrere del tempo a Vienna, ospite della sua fidanzata, la baronessa Schraeder, e decide di partire il giorno seguente. Maria cerca di convincerlo a farle avere della stoffa resistente per farne dei vestiti da gioco per i ragazzi, ma riceve un netto rifiuto. Avendo saputo che le tende della sua camera, pur ancora in ottimo stato, sarebbero state sostituite il giorno dopo, Maria decide di usare quella stoffa per ricavare i vestiti dei ragazzi, contravvenendo agli ordini espliciti del comandante. Durante l'assenza di questi, Maria porta i ragazzi a fare una passeggiata per Salisburgo, che culmina con un picnic sui dolci pendii che circondano la città.
I ragazzi sono felici e si lasciano andare a confidenze, grazie alle quali Maria capisce che i tiri mancini che avevano allontanato tutte le altre istitutrici avevano il solo scopo di attirare l'attenzione del padre e decide di trovare un modo più innocuo e piacevole per ottenere quell'attenzione. Passano settimane durante le quali Maria porta spesso i ragazzi a spasso per la città e per i monti, facendoli giocare ed insegnando loro canzoni da cantare all'arrivo della baronessa Schraeder. Al suo ritorno a casa il comandante rimane deluso dall'assenza dei ragazzi, che poi scopre essere andati in gita in barca. La barca si rovescia proprio davanti a lui, quando i ragazzi, avendolo visto, si alzano tutti insieme e si agitano per salutarlo. Georg, scandalizzato all'idea che i suoi figli siano andati in giro per Salisburgo "abbigliati con drappi da tendaggio", ordina a Maria di andarsene; ma saranno proprio le dolci voci dei suoi figli a fargli cambiare idea: «Lei ha riportato la musica in questa casa» sono le parole che rivolge a Maria e che la convincono a rimanere.
La baronessa chiede a Georg di organizzare un ballo durante il quale lei potrà conoscere i suoi amici; durante la serata di gala Georg balla sulla terrazza una danza tipica austriaca con Maria, che arrossisce vistosamente. I bambini cantano una canzone per salutare gli ospiti, prima di andare a dormire, a seguito della quale il comandante discuterà aspramente con Herr Zeller, un ufficiale tedesco che, infastidito dall'ostentazione della bandiera austriaca, gli fa presente che l'Anschluss è alle porte. La baronessa, intanto, avendo intuito l'interesse del comandante per Maria, riesce a manipolare quest'ultima per farla fuggire in convento; Maria abbandona quindi i von Trapp alla chetichella e con un laconico biglietto di scuse.
Dopo qualche tempo in cui in casa von Trapp vigono la noia e la tristezza per l'abbandono di Maria, il comandante annuncia ai figli il suo futuro matrimonio con la baronessa; i bambini non accettano la cosa e raggiungono di nascosto il convento con l'intenzione di convincere Maria a tornare. Purtroppo Maria è in clausura e non può e non vuole ricevere visite. Saputo della visita dei ragazzi, la madre badessa manda a chiamare Maria e, rendendosi conto che quest'ultima è innamorata del comandante, la convince a tornare con la celebre frase: «Nasconderti nel convento non può risolvere i tuoi problemi. Li devi affrontare!». Maria fa ritorno a casa del comandante e la baronessa, vedendosi sconfitta, decide di porre fine lei stessa al fidanzamento, lasciando l'uomo libero di dichiararsi alla donna di cui è realmente innamorato e mantenendo intatta tutta la sua dignità.
Maria ed il comandante si sposano nella chiesa del convento ma, durante la loro luna di miele a Parigi, l'Austria viene invasa dai nazisti. Il comandante von Trapp, tornato a casa, riceve l'ordine di servire la marina tedesca; ma l'amor di patria prevale su tutto ed il comandante organizza la fuga della famiglia in Svizzera (prima in Italia e poi negli Stati Uniti, in base al romanzo originale). Viene però tradito dal suo maggiordomo, che lo teneva d'occhio da tempo. Per salvarsi il comandante finge di partecipare con la sua famiglia al festival canoro di Salisburgo: la famiglia von Trapp conquista la giuria con il bel canto e la platea con il brano popolare Edelweiss, vincendo il primo premio, ma scappando prima di ritirarlo. Il gruppo si rifugia nel convento di Maria da dove, grazie all'aiuto delle suore che sabotano le automobili dei nazisti venuti a perquisire il convento, i von Trapp riescono a fuggire attraversando a piedi i valichi alpini svizzeri.

## Colonna sonora
1. Il suono della musica (The Sound of Music) – Maria
2. Preludio: Dixit Dominus (Salmo 110), Morning Hymn (Rex Admirabilis) e Alleluia – coro di suore
3. Maria – madre superiora, suor Margherita, suor Berta, suor Sophia, suor Caterina, suor Agata
4. Da domani splende il sole (I Have Confidence) – Maria
5. Quindici anni, quasi sedici (Sixteen Going on Seventeen) – Rolfe, Liesl
6. Le cose che piacciono a me (My Favorite Things) – Maria e i sette bambini
7. Le cose che piacciono a me (My Favorite Things) (conclusione) – Maria
8. Salzburg Montage – strumentale
9. Do-Re-Mi – Maria e i sette bambini
10. Il suono della musica (The Sound of Music) (ripresa) – Georg von Trapp e i sette bambini
11. Il pastore che pascolava (The Lonely Goatherd) – Maria e i sette bambini
12. Edelweiss – Georg von Trapp
13. Addio, ciao ciao (So Long, Farewell) – i sette bambini
14. Il suono della musica (The Sound of Music) (ripresa) – i sette bambini
15. Cerca il tuo mondo (Climb Ev'ry Mountain) – madre superiora
16. Le cose che piacciono a me (My Favorite Things) (conclusione) – i sette bambini e Maria
17. Non baciarmi ancora (Something Good) – Maria e Georg von Trapp
18. Processional – strumentale
19. Maria (ripresa) – strumentale
20. Quindici anni, quasi sedici (Sixteen Going on Seventeen) (ripresa) – Maria e Liesl
21. Do-Re-Mi (ripresa) – famiglia von Trapp
22. Edelweiss (ripresa) – famiglia von Trapp
23. Addio, ciao ciao (So Long, Farewell) (ripresa) – famiglia von Trapp
24. Cerca il tuo mondo (Climb Ev'ry Mountain) (ripresa) – coro

## Distribuzione

### Data di uscita
Il film è uscito nelle sale statunitensi il 2 marzo 1965, mentre in Italia il 30 dicembre dello stesso anno.

### Edizione italiana
Il film giunge in Italia alla fine del 1965 con il doppiaggio italiano eseguito dalla Fono Roma con le voci della CDC, che curava la stragrande maggioranza dei film dell'epoca. La direzione del doppiaggio e la supervisione dei dialoghi furono affidati a Lauro Gazzolo e Sergio Jacquier. Diversamente dai musical precedenti, i produttori del film chiedono che anche le canzoni vengano doppiate nelle varie lingue straniere. Al compito di tradurre i testi, viene chiamato Antonio Amurri, reduce dai successo dell'adattamenti dei testi di My Fair Lady cui aveva lavorato l'anno precedente insieme a Vito Pallavicini, e Mary Poppins con Roberto De Leonardis, quest'ultimo adattatore italiano di fiducia di Walt Disney. Molto più che nel film precedente, in Tutti insieme appassionatamente Amurri dà libero sfogo alla sua fervida fantasia, scrivendo testi talvolta diversi dall'originale. Il complesso vocale di Pietro Carapellucci, con la sua punta di diamante Tina Centi che ancora una volta viene scelta per doppiare nel canto la protagonista, e le voci bianche del coro di Renata Cortiglioni vengono diretti dal maestro Alberto Brandi, che a quei tempi curava anche la direzione musicale di ogni film Disney. Tutte le parti cantate sono affidate a voci diverse da quelle utilizzate per i dialoghi, ad eccezione di Giuseppe Rinaldi che doppia sia i dialoghi che il canto del Comandante Von Trapp (mentre in originale Christopher Plummer è doppiato nel canto da Bill Lee). Come in altre versioni straniere del film, anche in quella italiana la canzone Climb Ev'ry Mountain viene censurata poiché non sembrava conveniente che una suora intonasse canti non religiosi (per lo stesso motivo, nell'edizione francese e spagnola manca anche la prima canzone delle suore, Maria).
In VHS, così come nella copia Rai, il film viene mostrato nella sua versione italiana originale con le canzoni doppiate. Per la messa in onda sulle reti Fininvest/Mediaset, si decide invece di mantenere tutte le canzoni in originale e solo dal Natale 2009, dopo anni di repliche cantate in inglese, queste reti hanno trasmesso la versione doppiata integralmente.
Quando il film è stato distribuito nel primo DVD nel 2002, si è usato l'audio d'epoca integrale, ma alcuni pezzi sono rimasti inavvertitamente in inglese a causa di un cattivo mixaggio con la colonna sonora originale (il primo "Oh!" di Maria quando raccoglie il velo sulle montagne, le parole durante il Salzburg Montage, il finale cantato ecc.). In generale l'audio non risultava di buona qualità ed era proposto in Dolby Surround 2.0. Climb Ev'ry Mountain veniva reintegrata in inglese, con sottotitoli italiani visualizzati automaticamente).
Il nuovo DVD del 2005 propone un tipo d'audio italiano completamente nuovo, pur trattandosi sempre del doppiaggio d'epoca. Il sonoro è ottimamente remixato in Dolby Digital 5.1 a partire da nastri magnetici d'epoca contenenti i soli dialoghi e le canzoni, svincolati dalla colonna internazionale (musica + effetti sonori) portando l'audio ad una qualità cristallina. Inoltre, Climb Ev'ry Mountain venne doppiata, appositamente per questa versione, dall’allora dodicenne Matteo Gasparri con testo identico a quello da spartito scritto originariamente da Amurri negli anni sessanta (titolo italiano: Cerca il tuo mondo).

### Edizioni home video
- In occasione del 40º anniversario, la 20th Century Fox ha pubblicato un'edizione rimasterizzata a 2 DVD.
- In occasione del 45º anniversario, la 20th Century Fox ha pubblicato una nuova edizione rimasterizzata a 2 DVD / 2 Blu-ray.
- In occasione del 50º anniversario, la 20th Century Fox ha ripubblicato l'ultima edizione rimasterizzata a 2 DVD / 2 Blu-ray. Nel secondo disco è incluso un documentario dal titolo Il suono di una città: Julie Andrews torna a Salisburgo.
- Nel 2019 la Disney acquista la 20th Century Fox, pertanto da marzo 2020 il film è presente in versione integrale sulla piattaforma Disney+.

## Accoglienza

### Incassi
Il film ebbe un costo di produzione di 8,2 milioni di dollari mentre l'incasso totale fu di 286,2 milioni di dollari (pari a 2.884.000.000 di dollari rivalutati con il tasso d'inflazione del 2022) rendendolo il sesto film con maggiore incasso nella storia del cinema.

## Riconoscimenti
- 1966 - Premio Oscar
  - Miglior film a Robert Wise
  - Migliore regia a Robert Wise
  - Miglior montaggio a William Reynolds
  - Miglior sonoro a James Corcoran e Fred Hynes
  - Miglior colonna sonora a Irwin Kostal
  - Candidatura Miglior attrice protagonista a Julie Andrews
  - Candidatura Miglior attrice non protagonista a Peggy Wood
  - Candidatura Migliori costumi a Dorothy Jeakins
  - Candidatura Migliore fotografia a Ted D. McCord
  - Candidatura Migliore scenografia a Boris Leven, Walter M. Scott e Ruby R. Levitt
- 1966 - Golden Globe
  - Miglior film commedia o musicale
  - Miglior attrice in un film commedia o musicale a Julie Andrews
  - Candidatura Migliore regia a Robert Wise
  - Candidatura Miglior attrice non protagonista a Peggy Wood
- 1966 - National Board of Review Award
  - Migliori dieci film
- 1966 - David di Donatello
  - Miglior attrice straniera a Julie Andrews
- 1966 - Premio BAFTA
  - Candidatura Miglior attrice protagonista a Julie Andrews
- 1966 - American Cinema Editors
  - Miglior montaggio a William Reynolds
- 1966 - Directors Guild of America
  - Migliore regia a Robert Wise e Ridgeway Callow
- 1966 - Laurel Award
  - General Entertainment
  - Miglior performance femminile a Julie Andrews
- 1965 - Photoplay Awards
  - Medaglia d'Oro
- 1965 - Writers Guild of America
  - Migliore sceneggiatura a Ernest Lehman
- Nel 2001 il film è stato scelto per la conservazione nel National Film Registry della Biblioteca del Congresso degli Stati Uniti.[5]

## Influenza culturale
Nel 1999 il film è stato proiettato col sistema del sing-a-long (a luci accese in sala e con i testi delle canzoni nei sottotitoli, come al karaoke, per consentire al pubblico di cantare e ballare liberamente) al London Gay and Lesbian Film Festival riscuotendo un enorme successo: da allora viene proiettato regolarmente in numerosi cinema in tutto il mondo, principalmente nel Regno Unito, incoraggiando gli spettatori a presentarsi in cosplay dei personaggi, indossando ad esempio abiti da suora o dirndl.
Dallo stesso romanzo autobiografico di Maria von Trapp è stato tratto in Giappone nel 1991 anche il cartone animato in 40 episodi Cantiamo insieme, parte della serie World Masterpiece Theater, trasmesso in patria da Fuji TV e in Italia da Italia 1. La trama è molto più dettagliata e molto più fedele al libro, e racconta in larga parte anche la vita familiare dei coniugi Von Trapp dopo il loro matrimonio, distaccandosi largamente dal film; tuttavia, l'aspetto fisico e il vestiario di Maria ricordano quelli di Julie Andrews nel film, e durante la prima trasmissione della serie in televisione venne usata come sigla iniziale la canzone Do-Re-Mi (in successive repliche e nell'edizione home video si usò invece un'altra canzone).
In Italia il musical è stato portato sulle scene con la regia di Saverio Marconi nella stagione 2004-2005 da Michelle Hunziker e Luca Ward, e nelle stagioni 2005-2006 e 2006 e 2007 da Alberta Izzo e Davide Calabrese. E nella stagione 2014-2015 dal regista Massimo Romeo Piparo con protagonisti Vittoria Belvedere e nuovamente Luca Ward.
Il film del 2005 Missione tata diretto da Adam Shankman con protagonista Vin Diesel, è liberamente ispirato a Tutti insieme appassionatamente tanto che viene citato all'interno della trama stessa come il musical che porta in scena uno dei bambini a cui Vin Diesel fa da tata.